# Bryce Moon
Bryce Daren Moon (Pietermaritzburg, 6 de abril de 1986) é um futebolista sul-africano.

## Carreira
Moon representou o elenco da Seleção Sul-Africana de Futebol no Campeonato Africano das Nações de 2008.